# Brookite
La Brookite è un minerale formato da biossido di titanio.

## Morfologia
La brookite è la più rara tra le cinque forme polimorfe del biossido di titanio; ha un volume della cella ottaedrica più largo, con otto gruppi TiO2 per unità di cella rispetto ai quattro dell'anatasio e ai due del rutilo. La brookite possiede un'attività fotocatalitica. Nei suoi cristalli gli ioni ferro, tantalio, e niobio sono impurità comuni.
Fu classificata con il nome di brookite nel 1825 dal mineralogista francese Armand Lévy, in onore del cristallografo inglese Henry James Brooke (1771-1857).
Alla temperatura di 750 °C la brookite si trasforma in rutilo. Si presenta in cristalli tabulari secondo il pinacoide, a volte striati con colorazione variabile dal bruno al nero.
La brookite è dura, pesante, fragile, con lucentezza submetallica, o trasparente, si sfalda irregolarmente. La polvere è di colore che varia dal grigio al giallo.

## Origine e giacitura
Si rinviene in vene nelle fessure di tipo alpino nei gneiss e graniti. A volte nelle rocce di contatto. È comune anche come minerale diagenetico nelle rocce sedimentarie.
L'arkansite è una varietà nera di brookite che proviene da Magnet Cove in Arkansas USA. Si trova anche nel Muruskii Massif, nell'Aldon Shield nella Siberia orientale russa, nel Belucistan (Pakistan) e in Brasile.
Bellissimi cristalli sono stati rinvenuti a Bourg d’Oisans in Francia (mindat); la brookite è stata rinvenuta anche in Svizzera nel cantone di Uri e dei Grigioni e in Austria a Untersulzbachtal (mindat).
La brookite si trova anche in Italia: Beura in Val d’Ossola e Sondalo in Valtellina (mindat).